# Брен л'Але
Брен л'Але (фр. Braine-l'Alleud) је општина у Белгији у региону Валонија у покрајини Валонски Брабант. Према процени из 2007. у општини је живело 37.512 становника.

## Становништво
Према процени, у општини је 1. јануара 2015. живело 39.756 становника.
| 1984.  | 2000.  | 2010. | 2015. |
| ------ | ------ | ----- | ----- |
| 30.558 | 35.259 | 38303 | 39756 |